# Diagnoseudtag
Et diagnoseudtag i en bil er en stiktilslutning, som anvendes til at kommunikere med en bils styreenheder.
I dag (2014) er en sådan stiktilslutning standardiseret og anvendes over hele verden for at kunne læse status, fejlkoder og parametre, som findes i en bils styreenheder, at modificere disse parametre og endda at opdatere styreenhedernes firmware. Standarden kaldes også On-Board-Diagnostics, OBD eller OBD-II. Ordet diagnose kommer fra græsk dia (gennem) og gnosis (kundskab).

## Historik
Da programmerbare styreenheder begyndte at blive anvendt i biler til bl.a. motorstyring, muliggjordes det at lade styreenhederne alarmere om fejl opstået i styresystemerne.
Volkswagen var de første med et sådant diagnosesystem i 1969. Da myndighederne i Californien 1994 stillede krav om emissionerne fra benzinmotorer, foreskrev man, at hver ny bil skulle udstyres med et standardiseret OBD-II-udtag, så myndigheder og politi kunne kontrollere udstødningsudslip. I 1996 blev standarden udvidet til at gælde hele USA.
I 2001 tilsluttede EU sig med EOBD (i 2004 også for diesel). I 2008 bestemtes, at datanettet Controller Area Network (CAN) skulle være standard i OBD. I Japan findes tilsvarende JOBD. I dag (2014) udstyres alle biler med OBD-II-udtag og selv andre tungere fartøjer. Diagnoseudtaget anvendes i dag selv i arbejdsmaskiner osv.
Til standarden hører også opsætningsparametre med parameternummer, hvoraf en del er fejlkoder, som kan læses af forskellige diagnoseværktøjer.

## Standard
Standarden er specificeret i en mængde delstandarder indenfor SAE og ISO. 2013 kaldtes standarden OBD-II. I fremtiden kan nye versioner defineres.

### Datanetprotokol
De data, som skal kommunikeres, findes i bilens styreenheder. Disse er koblet sammen i datanet, hvori diagnoseudtaget indgår. Forskellige datanetprotokoller er blevet anvendt gennem med årene. ODB-standarden tillader 5 forskellige datanetprotokoller:
- SAE-J1850 PVM (pulse-width modulation) i ben 2 og 8. Anvendes bl.a. af Ford.
- SAE J1850 VPW (variable pulse width) i ben 2. Anvendes bl.a. af General Motors.
- ISO 9141-2 lignende RS-232 med K-line i ben 7 og L-line i stift 15. Anvendes bl.a. af Chrysler, europæiske og japanske markeder.
- ISO 14230 (Keyword Protocol 2000) med K-line i ben 7 og L-line i stift 15 (option).
- ISO 15765 Controller Area Network eller CAN i ben 6 (High) og 14 (Low). I dag standard.

Ofte anvender man de frie ben til andre datanet i bilen f.eks. CAN med lavere hastighed. Se nedenfor.

### Udtaget
Udtaget skal placeres, så det kan nås fra førerpladsen. Udtaget er en 16-polet hunkontakt (SAE-J1962 / SS-ISO 15031-3 ).
| 1. Fri til fabrikanten                                  | 9. Fri til fabrikanten                           |
| 2. Positiv bustilslutning (SAE-J1850 PVM eller VPV)     | 10. Negativ bustilslutning (SAE-J1850 PVM)       |
| 3. Fri til fabrikanten                                  | 11. Fri til fabrikanten                          |
| 4. Chassis-jord 0 volt (for høj strøm)                  | 12. Fri til fabrikanten                          |
| 5. Signal-jord 0 volt (for lave strømme)                | 13. Fri til fabrikanten                          |
| 6. Controler Area Network CAN high (ISO 15765-4)        | 14. Controler Area Network CAN low (ISO 15765-4) |
| 7. K line (ISO 9141-2 eller ISO 14230-4)                | 15. L line (ISO 9141-2 eller ISO 14230-4)        |
| 8. Fri til fabrikanten (mange BMW for en ekstra K-line) | 16. Akkumulatorspænding +12 volt                 |

### Tilgængelige data
De data, som kan hentes fra styreenhederne, findes definerede i standarden SAE J1979. Disse data kaldes parametre og adresseres i styreenhederne med Parameter Identification Numbers eller PID'er. For den interesserede findes disse listet i engelsk Wikipedia.
Fabrikanterne behøver ikke anvende alle standardiserede parametre, men har typisk tilføjet adskillige egne PID'er udenfor standarden. Der findes også en meget brugbar søgemaskine for fejlkoder, hvor man kan angive bilmærke og få deres fejlkoder vist. Se link under "Eksterne henvisninger".
En særskilt type af parametre er fejlkoder. De udgøres af 5 tegn, hvor det første tegn er et bogstav, f.eks. P, som står for drive-line (Powertrain), og P03xx for tændingssystem eller P05xx for tomgangsstyring. Også her har fabrikanterne tilføjet egne fejlkoder for de forskellige styreenheder, som findes - f.eks. airbag-system, klimasystem, infotainmentsystem og bremsesystem. Se styreenhed (fartøj).

### Funktionskoder
I standarden ISO 15031 specificeres de funktionskoder (operating modes), som styreenhederne skal tilbyde, når diagnoseudtaget anvendes. Nogle eksempler:
- Mode $01 - viser hvilken information fra drive-line som findes tilgængelig
- Mode $03 - viser emissions relaterede fejlkoder
- Mode $04 - nulstiller emissions-relaterede fejlkoder
- Mode $08 - muliggør at overtage styringen over en styreenhed
- Mode $09 - viser data om fartøjet f.eks. VIN-kode for chassis-identifikation, firmwareversioner (Calibration Identification) og en kontrolsum for at verificere firmwarens autenticitet (Calibration Verification Number).

## Anvendelse
Man anvender diagnoseudtaget ved at tilslutte et diagnoseværktøj, som optræder som en ekstra styreenhed i bilens datanet. Opkoblingen sker dynamisk, når tændingen slås til. I udtaget findes måling for +12 volt, chassis-jord og signaljord. Normalt benyttes 12-volt-benet til strømforsyningen af diagnoseværktøjet. Men man kan også gøre det modsatte og lade diagnoseværktøjet føde bilens styreenheder med strøm, i tilfælde af at akkumulatoren ikke fungerer.

### Diagnoseværktøj
Afhængig af anvendelsen findes der forskellige diagnoseværktøj på markedet:
- Gør-det-selv-bilejere: Håndholdte enkle apparater til bilejere, som vil aflæse fejlkoder, nulstille fejlkoder og lignende.
- Avancerede bilejere: Apper til smart phones som tilsluttes med radioteknik (se nedenfor). Kan til dels anvendes under kørsel for at se hvordan forskellige parametre ændrer sig f.eks. motortemperatur, drejningsmoment eller turbotryk. Skærmen kan præsentere parametrene som "analoge viserinstrumenter". En del tror, at sådanne apper i fremtiden kan anvendes til justering af drive-line egenskaber under kørslen. En slags "dynamisk chiptuning". Man forventer sig apper til styring af andre styreenheder, f.eks. at varmeren slås til, inden ens flyvemaskine lander. Alternativt kan bærbare computere eller tavlecomputere anvendes til samme formål.
- Reparatører på værksteder: Håndholdte mere robuste apparater, som har en hukommelsesadaptor med alle bilfabrikantens parametre. Anvendes af værksteder til fejlsøgning, slukning af servicelampen mm.
- Autoriserede værksteder: Servere tilsluttes dels med radio til diagnoseudtaget (se nedenfor) og dels til fabrikanten via Internet. Denne metode anvendes i dag (2014) af værkstederne ved service. Computerne søger i alle styreenheder efter fejlkoder og foreslår reparatøren udbedringstiltag. Desuden kontrolleres, om styreenhederne har den seneste firmware-version, og deres firmware opdateres efter behov. Til slut kan beskyttede parametre opdateres f.eks. vægt, nøglekoder og lignende. Firmware for disse funktioner licenseres sædvanligvis kun til værksteder, der er certificeret eller godkendt.
- Firmaer med fartøjsflåde: Der kan tilsluttes en computer med internetopkobling til diagnoseudtaget eller en eksisterende internetforbindelse anvendes - den kan findes i bilens infotainmentsystem. Bilen kan så løbende sende data om brændstofforbrug, kørselsstrækninger, GPS-koordinater o.lign. til firmaet, som senere kan anvende dem til opfølgning, ruteplanlægning mm.

### Tilslutning
Tidligere anvendtes et kabel mellem udtaget og diagnoseværktøjet. I dag er det almindeligt at man benytter en radioforbindelse. I sådanne tilfælde tilsluttes en radioadapter i diagnoseudtaget. Denne adaptor anvender typisk Bluetooth eller WiFi, som er almindelige i computer- og smartphones-verden.

## Sikkerhed
OBD-standarden indeholder ingen funktioner for at forhindre andre i at manipulere parametre i bilen. Det kan f.eks. betyde, at man kan omprogrammere nøglekoder, så bilen kan stjæles, eller kilometertælleren kan ændres, når bilen skal sælges. Dette er blevet bekræftet ved forceringsprøver. Flere fabrikanter har indført hindringer i deres styreenheder, som gør det mere eller mindre svært.